# Certified Disability Management Professional
Certified Disability Management Professional (CDMP) (deutsch Zertifizierter Disability Manager) ist ein Zertifikat für die Kompetenz, die berufliche Beschäftigungsfähigkeit von Arbeitnehmern mit gesundheitlichen Einschränkungen zu erhalten und zu verbessern. Hauptziel ist es dabei, Arbeitsverhältnisse zu sichern. Die Bescheinigung ist personengebunden, das heißt, der Disability Manager muss entweder im betreffenden Unternehmen angestellt sein oder als externer Dienstleister für das Unternehmen tätig werden.
Das Zertifikat basiert auf den Vorgaben des kanadischen National Institute of Disability Management and Research (NIDMAR). Die Nutzungsrechte dieses Zertifikats für Deutschland, Österreich und die Schweiz hat die Deutsche Gesetzliche Unfallversicherung (DGUV) erworben.

## Begriff derdisability
Der englische Ausdruck disability bedeutet hier Arbeitsunfähigkeit, Untauglichkeit oder Behinderung. Diese gesundheitlichen Einschränkungen können zeitlich begrenzt oder dauernd sein; sie können umfassend oder nur tätigkeitsbezogen eingeschränkt wirken.

## Ziel des CDMP
Das Zertifikat sichert die Umsetzung der nachfolgenden Ziele mittels einheitlicher, anerkannter und nachgewiesener Kompetenzen der Disability Manager. Da das Zertifikat jährlich zu bestätigen ist, sichert es die ständige Aktualität der Ausbildung auch nach der Erstanerkennung.

### Aufgaben des Disability Managers
Ziel des Disability Managements ist es, krankheitsbedingte Fehltage von Mitarbeitern durch geeignete Präventions- und Interventionsmaßnahmen zu reduzieren und dadurch
- die Erwerbsfähigkeit der Arbeitnehmer zu erhalten;
- die damit verbundenen Kosten und organisatorischen Belastungen zu senken und dem Unternehmen Wissen und Erfahrung der Arbeitnehmer zu erhalten; und
- mit dieser sozialen Leistung die Arbeitszufriedenheit der Mitarbeiter und deren Verbundenheit mit dem Arbeitgeber bzw. Unternehmen zu erhöhen.

Der Zertifizierte Disability Manager hat im Rahmen der Ein- und Durchführung des Betrieblichen Eingliederungsmanagements (BEM) und der Betrieblichen Gesundheitsförderung vor allem zwei Aufgaben:
1. Er berät Arbeitgeber und Arbeitnehmer und koordiniert die berufliche Wiedereingliederung im Einzelfall.
2. Über die Einzelfälle hinaus entwickelt er Konzepte und Strategien, um betriebsnahe Strukturen einzuführen und nachhaltig zu sichern.

### Fachliche und soziale Kompetenzen
Der Disability Manager unterstützt dank folgender, nachgewiesener Fähigkeiten:
- Disability Management überzeugend etablieren
- Rechtsordnung und Sozialleistungen kennen
- inner- und ausserbetriebliche Akteure vernetzen
- soziale Kompetenzen und Kommunikation nutzen
- Case Management umsetzen / Impuls geben (return to work)
- Fähigkeitsprofile und Arbeitsplatzanforderungen kombinieren
- Probleme begreifen und passende Hilfe einleiten
- Erfolge von Disability Management nachweisen
- Vertrauen durch ethisches Verhalten erwerben

Dabei widmet er sich neben Schwerbehinderten auch den für die bisherige Tätigkeit Untauglichen, für die eine andere Tätigkeit gesucht werden soll. Neben dem Schwerpunkt in der Rehabilitation wird er auch präventiv tätig und gliedert sich in ein übergreifendes Gesundheitsmanagement des Unternehmens ein.

### Ethische Kompetenzen
Neben den rein fachlichen und sozialen Kompetenzen müssen die Disability Manager die von NIDMAR formulierten ethischen Grundwerte anerkennen, die laufend fortgeschrieben werden. Mit Stand 2007 sind das:
1. Verantwortungsbewusstsein, Engagement
2. Vertraulichkeit
3. Zustimmung des Beschäftigten in jeder Phase des Prozesses
4. unternehmerischer und persönlicher Datenschutz
5. Bericht über Beeinflussung anderer
6. Neutralität in jeder Hinsicht, z. B. hinsichtlich Behinderung, Herkunft, Religion, Geschlecht, Sexualität usw.
7. Berücksichtigung des kulturellen und sozial-ökonomischen Hintergrunds
8. Bedeutung der Familie
9. Achtung und Berücksichtigung des Individuums
10. keine sexuelle Beziehung zum betreuten Beschäftigten oder einem seiner Familienangehörigen

## Gesetzliche Grundlagen

### Deutschland
Das Neunte Buch Sozialgesetzbuch (Rehabilitationsrecht) fordert seit 2004 im § 84 Abs. 2 (§ 167 Absatz 2 SGB IX seit 2018), für Beschäftigte, die innerhalb eines Jahres länger als sechs Wochen ununterbrochen oder wiederholt arbeitsunfähig sind, eine Klärung durch den Arbeitgeber mit der zuständigen Interessenvertretung und mit Zustimmung und Beteiligung der betroffenen Person erfolgt, wie die Arbeitsunfähigkeit möglichst überwunden werden und mit welchen Leistungen oder Hilfen erneuter Arbeitsunfähigkeit vorgebeugt und der Arbeitsplatz erhalten werden kann (Betriebliches Eingliederungsmanagement BEM). Werden Maßnahmen nötig, dieses Ziel zu erreichen, begleitet der dafür ausgebildete Disability Manager den Prozess aktiv. Soweit erforderlich, wird der Werks- oder Betriebsarzt hinzugezogen.

## Ausbildung, Prüfung, Zertifizierung und Rezertifizierung
Die Ausbildung erfolgt in Unterrichtsstunden bei einem der von der DGUV lizenzierten Partner im Bildungsverbund. Zur Prüfung werden vom Vorsitzenden oder dem stellvertretenden Vorsitzenden des Prüfungsgremiums Personen zugelassen, die bestimmte Voraussetzungen erfüllen. Je nach vorliegendem akademischen Abschluss (Master, Bachelor, Hochschul- oder Fachhochschulreife und Berufsausbildung oder Fachoberschulreife mit Berufsausbildung) müssen gestaffelt eine gewisse Tätigkeitsdauer sowie Weiterbildungsstunden im Disability Management nachgewiesen werden. Personen ohne akademischen Abschluss können nach fünfjähriger Tätigkeit und 150 Weiterbildungsstunden im Disability Management (Stand 31. Juli 2007) zugelassen werden.
Dabei muss die Tätigkeit im Disability Management vom Arbeitgeber bestätigt werden, bei Selbständigen müssen entsprechende Referenznachweise vorgelegt werden.
Die Prüfung besteht aus 300 fallbezogenen und fallunabhängigen Multiple-Choice-Fragen, die eine neutrale Prüfungsagentur an der Universität Köln festlegt und wichtet. Eine mündliche Prüfung ist zurzeit nicht vorgesehen. Die Prüfung dauert acht Stunden und wird in Räumen der Universität zu Köln durchgeführt.
Bei erfolgreichem Abschluss der Prüfung wird den Kandidaten auf der Basis des „Internationalen Disability Management Standard Council“ (IDMSCTM) die Zertifizierungsurkunde verliehen.
Ausbildungen werden in Deutschland regelmäßig angeboten von den Beruflichen Fortbildungszentren der Bayerischen Wirtschaft (bfz) gGmbH in München und der Fortbildungsakademie der Wirtschaft (FAW) gGmbH in Hamburg, den lizenzierten Partnern der DGUV.
Das Zertifikat gilt ein Jahr. Zur Nutzung im folgenden Jahr sind 20 Stunden Weiterbildung, eine regelmäßige Tätigkeit im Disability Management und die Verpflichtung auf die Ethikrichtlinien nachzuweisen.
Das Zertifikat kann entzogen werden, wenn Nachweise fehlen oder vorgetäuscht werden oder wenn gegen die Ethikrichtlinien verstoßen wurde. Die widerrechtliche Nutzung des Zertifikats kann zivil- und strafrechtlich verfolgt werden.

## Unternehmen mit CDMP (Auswahl)

### International

#### Nordamerika
- University of Saskatchewan in Saskatoon (Kanada)
- Motor Coach Industries (MCI) Schaumburg, Illinois und Standorte in Winnipeg, Manitoba und North Dakota (USA)
- Great-West Life Assurance Company, Osborne, Winnipeg[2]

### National
- Ford-Werke Deutschland
- Fachklinik Enzensberg[3]
- REHADAT, Informationssystem zur beruflichen Rehabilitation, Köln[4]
- Essener Verkehrs-AG
- Deutsche Bahn AG

Bei der DB AG wurden seit 2008 Eingliederungsmanager der DB JobService als Certified Disability Management Professionals ausgebildet, um in den Gesellschaften des DB-Konzerns die Wiedereingliederung von behinderten, beeinträchtigten oder für bestimmte Tätigkeiten untauglichen Mitarbeiter zu fördern. Die genauen Bedingungen sowie das Betriebliche Eingliederungsmanagement (BEM) sind in Tarifverträgen und internen Richtlinien geregelt.
- Hessischer Rundfunk, Frankfurt a. Main

Beim hr nimmt diese Funktion die freigestellte Vertrauensperson der Menschen mit Behinderung seit 2007 wahr. Der DM`ler ist beim hr daneben auch ordentliches Mitglied im Gesamtpersonalrat. Es existiert ein BEM Team und zusätzlich eine Geschäftsstelle zum Betrieblichen Eingliederungsmanagement, welche mit einer/einem Sozialarbeiter im Anerkennungsjahr besetzt ist.

## Ausbildungsstand im Ausland
Mit Stand Oktober 2005 haben 450 Absolventen zum Certified Disability Management
Professional (CDMP) und zum Certified Return to Work Coordinator (CRTWC) weltweit ihre
Prüfungen bestanden. 100 Kanadier gehören dazu, in Deutschland haben sich aktuell 300
Disability-Manager (Stand 15. November 2005) zum CDMP qualifiziert: Eine Spitzenposition für
Deutschland, die eine gewichtige Rolle beim jüngsten Vertrag 1 zwischen NIDMAR und dem
HVBG gespielt hat. Mit Stand September 2009 gibt es 760 aktive zertifizierte CDMPler in Deutschland. Im November 2009 wurde den ersten 10 CDMPlern in Österreich ihr Zertifikat überreicht.
Das Examen wurde 2003 in Kanada und 2004 in Deutschland zugelassen. Es folgten Großbritannien, Irland, Australien, Neuseeland, Hongkong.